# 中国科学院测量与地球物理研究所
中国科学院测量与地球物理研究所是中华人民共和国大地测量学、地球物理学与环境科学研究机构，是中国科学院的直属研究单位。

## 历史沿革
1940年8月，中国地理研究所在重庆北碚成立。1947年夏迁往南京。
1953年正式改建为中国科学院地理研究所。1957年8月1日，中国科学院测量制图研究室在南京成立。1958年，地理研究所主体迁往北京，成立中国科学院地理科学与资源研究所；部分研究人员留在南京，建立中国科学院南京地理研究所；大地测量组迁往武汉，建立中国科学院武汉测量制图研究所。1978年改为现名。